# Drujka (wieś)
Drujka (biał. Друйка; ros. Друйка) – wieś na Białorusi, w obwodzie witebskim, w rejonie brasławskim, w sielsowiecie Druja.

## Historia
W czasach zaborów ówczesne dobra leżały w granicach Imperium Rosyjskiego. Pod koniec XIX wieku należała do Żabów.
W latach 1921–1945 majątek leżał w Polsce, w województwie nowogródzkim (od 1926 w województwie wileńskim), w powiecie brasławskim, w gminie Słobódka.
Według Powszechnego Spisu Ludności z 1921 roku zamieszkiwały tu 24 osoby, wszystkie były wyznania rzymskokatolickiego. Jednocześnie 10 mieszkańców zadeklarowało polską przynależność narodową, a 14 białoruską. Były tu 4 budynki mieszkalne. W 1931 w 5 domach zamieszkiwały 24 osoby.
Wierni należeli do parafii rzymskokatolickiej w Druji. Miejscowość podlegała pod Sąd Grodzki w Brasławiu i Okręgowy w Wilnie; właściwy urząd pocztowy mieścił się w Słobódce.
W wyniku napaści ZSRR na Polskę we wrześniu 1939 miejscowość znalazła się pod okupacją sowiecką. Od czerwca 1941 roku pod okupacją niemiecką. W 1944 miejscowość została ponownie zajęta przez wojska sowieckie i włączona do Białoruskiej SRR.
Od 1991 w składzie niepodległej Białorusi.